# Collegio uninominale Sicilia 2 - 08
Il collegio elettorale uninominale Sicilia 2 - 08 è stato un collegio elettorale uninominale della Repubblica Italiana per l'elezione della Camera dei deputati tra il 2017 ed il 2022.

## Territorio
Come previsto dalla legge elettorale italiana del 2017, il collegio era stato definito tramite decreto legislativo all'interno della circoscrizione Sicilia 2.
Era formato dal territorio di 8 comuni: Acate, Chiaramonte Gulfi, Comiso, Modica, Ragusa, Santa Croce Camerina, Scicli e Vittoria.
Il collegio era quindi interamente compreso nella provincia di Ragusa.
Il collegio era parte del collegio plurinominale Sicilia 2 - 03.

## Eletti
| Elezione | Elezione | Deputato            | Partito            |
| -------- | -------- | ------------------- | ------------------ |
|          | 2018     | Marialucia Lorefice | Movimento 5 Stelle |

## Dati elettorali

### XVIII legislatura
Come previsto dalla legge elettorale, 232 deputati erano eletti con sistema a maggioranza relativa in altrettanti collegi uninominali a turno unico.
| Candidati             | Candidati                     | Voti    | %     | Liste                                | Voti    | %     |
| --------------------- | ----------------------------- | ------- | ----- | ------------------------------------ | ------- | ----- |
|                       | Marialucia Lorefice ✔️ Eletto | 68 546  | 52,19 | Movimento 5 Stelle                   | 68 546  | 52,19 |
|                       | Valeria Zorzi                 | 36 303  | 27,64 | Forza Italia                         | 23 367  | 17,79 |
| Lega                  | Valeria Zorzi                 | 36 303  | 27,64 | 7 624                                | 5,80    |       |
| Fratelli d'Italia     | Valeria Zorzi                 | 36 303  | 27,64 | 5 312                                | 4,04    |       |
|                       | Venera Padua                  | 18 590  | 14,15 | Partito Democratico                  | 15 868  | 12,08 |
| +Europa               | Venera Padua                  | 18 590  | 14,15 | 1 623                                | 1,24    |       |
| Civica Popolare       | Venera Padua                  | 18 590  | 14,15 | 588                                  | 0,45    |       |
| Italia Europa Insieme | Venera Padua                  | 18 590  | 14,15 | 511                                  | 0,39    |       |
|                       | Rosetta Noto                  | 3 649   | 2,78  | Liberi e Uguali                      | 3 649   | 2,78  |
|                       | Paolo Antoci                  | 1 327   | 1,01  | Il Popolo della Famiglia             | 1 327   | 1,01  |
|                       | Simona Purpora                | 792     | 0,60  | CasaPound                            | 792     | 0,60  |
|                       | Sveva D'Antonio               | 781     | 0,59  | Potere al Popolo!                    | 781     | 0,59  |
|                       | Alessia Arrabito              | 566     | 0,43  | Italia agli Italiani                 | 566     | 0,43  |
|                       | Paolo Sant'Angelo             | 346     | 0,26  | Partito Comunista                    | 346     | 0,26  |
|                       | Cristoforo Attardo            | 272     | 0,21  | Lista del Popolo per la Costituzione | 272     | 0,21  |
|                       | Desi Brafa                    | 171     | 0,13  | Partito Valore Umano                 | 171     | 0,13  |
| Totale                | Totale                        | 131 343 | 100   |                                      | 131 343 | 100   |
|                       |                               |         |       |                                      |         |       |
| Voti non validi       | Voti non validi               | 4 819   | 3,54  |                                      |         |       |
| Votanti               | Votanti                       | 136 162 | 64,86 |                                      |         |       |
| Elettori              | Elettori                      | 209 922 |       |                                      |         |       |